# 硫酸锰铵
硫酸锰铵（Ammonium manganese sulfate），别名硫酸铵锰，分子式3MnSO4·(NH4)2SO4。硫酸锰铵为浅粉红色单斜结晶或粉末，溶于水。

## 制备
通过硫酸锰与硫酸铵溶液混合，过滤、结晶、分离、干燥可制得。
{\displaystyle {\rm {\ 3MnSO_{4}+(NH_{4})_{2}SO_{4}\rightarrow 3MnSO_{4}\cdot (NH_{4})_{2}SO_{4}}}}